# Horný Kalník
Horný Kalník je obec na Slovensku v okrese Martin.

## Historie
První písemná zmínka o obci pochází z roku 1225.

## Geografie
Obec se nachází v nadmořské výšce 445 metrů a rozkládá se na ploše 2,058 km². K 31. prosinci roku 2017 žilo v obci 182 obyvatel.